# Ann Reinking
Ann Reinking (Seattle, 10 de noviembre de 1949 - Ibidem, 12 de diciembre de 2020) fue una actriz, bailarina y coreógrafa estadounidense. Su extenso trabajo en teatro musical incluyó producciones de Broadway en "Coco" (1969), "Over Here!" (1974), "Goodtime Charley" (1975), "Chicago" (1977), "Dancin" (1978) y "Sweet Charity" (1986). En el resurgimiento de "Chicago" en 1996, repitió el papel de Roxie Hart y también fue la coreógrafa, ganando el premio Tony a la mejor coreografía. Por la producción de Fosse en el West End en el 2000, ganó el Premio Olivier al Mejor Coreógrafo de Teatro. Apareció en las películas All That Jazz (1979), Annie (1982) y Micki & Maude (1984).

## Primeros años
Ann Reinking nació el 10 de noviembre de 1949 en Seattle, hija de Frances (de soltera Harrison) y Walter Reinking. Creció en el suburbio de Bellevue. Cuando era niña, Reinking comenzó sus lecciones de ballet, estudiando con los ex bailarines de Ballets Russes Marian e Illaria Ladre en Seattle.
Reinking hizo su debut como intérprete profesional a la edad de 12 años en una producción de Giselle con el English Royal Ballet. Mientras asistía a la escuela media y secundaria, estudió en el Ballet de San Francisco durante los veranos como parte de una beca. Después de graduarse de Bellevue High School, tomó clases de verano ofrecidas por Joffrey Ballet en la Pacific Lutheran University en Tacoma.

## Carrera
Reinking se mudó a la ciudad de Nueva York a los 18 años, y bailó como miembro del cuerpo de ballet en el Radio City Music Hall, actuó en el conjunto de la segunda gira nacional de Fiddler on the Roof, y en la edad de 19 años hizo su debut en Broadway en el musical Cabaret. Fue bailarina de coro en Coco (1969), Wild and Wonderful (1971) y Pippin (1972). Durante Pippin, llamó la atención del director y coreógrafo del programa Bob Fosse. Reinking se convirtió en la protegida y pareja romántica de Fosse, incluso cuando Fosse todavía estaba legalmente casado (aunque separado de) Gwen Verdon en ese momento.
En 1974, Reinking se hizo famosa en el papel de Maggie en Over Here!, ganando un premio Theatre World. Actuó como Juana de Arco en Goodtime Charley en 1975, recibiendo nominaciones a los premios Tony y Drama Desk como Mejor Actriz en un Musical. En 1976, reemplazó a Donna McKechnie como Cassie en A Chorus Line; en 1977, reemplazó a Verdon en el papel protagónico de Roxie Hart en Chicago, un espectáculo dirigido y coreografiado por Fosse. En 1978, apareció en la revista Dancin 'de Fosse y recibió otra nominación al Tony. En ese año, Reinking y Fosse terminaron su romance y se separaron. Sin embargo, continuaron teniendo una colaboración creativa y profesional. La influencia de Fosse en el trabajo de Reinking como coreógrafa se podía ver en la retención de sus "movimientos corporales fluidos, oscuros y similares al jazz". En 1979, Reinking apareció en la película semiautobiográfica de Fosse All That Jazz como Katie Jagger, un papel basado libremente en su propia vida y su relación con Fosse. Reinking apareció en dos largometrajes más, como Grace Farrell en Annie (1982) y como Micki Salinger en Micki & Maude (1984). En una miniserie de 2019 transmitida por FX, Fosse/Verdon, Margaret Qualley interpretó a Reinking y su relación con Fosse.
En marzo de 1985, Reinking apareció en la 57.ª edición de los Premios de la Academia para ofrecer una actuación vocal en su mayoría sincronizada con los labios acompañada de una rutina de baile del sencillo de Phil Collins, nominado al Premio de la Academia, "Against All Odds (Take a Look at Me Now)". La rutina fue mal recibida por los críticos de Los Angeles Times y People, así como por el propio Collins en una entrevista de Rolling Stone. En 1986, regresó a Broadway, reemplazando a Debbie Allen en una exitosa reposición de la producción de Fosse de Sweet Charity. En 1991, apareció en su primera producción teatral tras el nacimiento de su hijo, la gira nacional de Broadway de Bye Bye Birdie, coprotagonizada por Tommy Tune. En 1992, contribuyó con la coreografía de Tommy Tune Tonite, una revista de tres hombres con Tune. Reinking fundó el Broadway Theatre Project, un programa de capacitación de Florida que conecta a los estudiantes con profesionales del teatro experimentados, en 1994. En 1995, coreografió la versión para televisión de ABC de Bye Bye Birdie.
Reinking se había retirado de la actuación en ese momento. En 1996, se le pidió que creara la coreografía "al estilo de Bob Fosse" para un concierto de estrellas de cuatro noches de Chicago para los encores anuales del New York City Center. Cuando los productores no pudieron obtener una actriz adecuada para el papel de Roxie Hart, Reinking acordó repetir el papel después de casi 20 años. Esta puesta en escena de concierto de Chicago fue un éxito, y unos meses más tarde la producción (en su presentación de puesta en escena de concierto) se produjo en Broadway, con los Encores! reparto: Reinking, Bebe Neuwirth, Joel Grey, James Naughton y Marcia Lewis. En noviembre de 2016, el renacimiento celebró su vigésimo año y, en marzo de 2020, cuando los cines cerraron, fue el musical estadounidense de mayor duración en Broadway. El resurgimiento de Chicago ganó numerosos premios Tony y Reinking ganó el premio Tony a la mejor coreografía. Recreó su coreografía para la transferencia de Chicago de 1997 en Londres, protagonizada por Ute Lemper y Ruthie Henshall.
En 1998, cocreó, codirigió y coreografió la revista Fosse, recibiendo una co-nominación al premio Tony a la Mejor Dirección de un Musical. Por su trabajo en la producción de West End de Fosse, Reinking (junto con el propio Bob Fosse) ganó el premio Olivier de 2001 al mejor coreógrafo de teatro.
En 2001, recibió un doctorado honorario de la Universidad Estatal de Florida por su contribución a las artes. Reinking se desempeñó como juez de los concursos anuales de baile de las escuelas públicas de la ciudad de Nueva York para los jóvenes del centro de la ciudad, y apareció en Mad Hot Ballroom, el documental de 2005 sobre la competencia. En 2012, contribuyó con la coreografía para la producción de Broadway de An Evening with Patti LuPone y Mandy Patinkin. Se desempeñó como miembro del comité asesor del American Theatre Wing.

## Vida personal
Reinking se casó cuatro veces, primero el 19 de marzo de 1972, con el actor de Broadway Larry Small. Después de su divorcio, se casó con el banquero de inversiones Herbert Allen Jr. el 25 de agosto de 1982; se divorciaron en 1989. Luego se casó en 1989 con el empresario James Stuart, con quien tuvo un hijo, Christopher, antes de su divorcio en 1991. Reinking se casó con el periodista deportivo Peter Talbert en 1994 y fue madrastra de sus cuatro hijos.
A 2017, Reinking se semi-retiró y comenzó a vivir en Paradise Valley, Arizona.
El hijo de Reinking, Chris, tiene síndrome de Marfan, y Reinking trabajó con la Fundación Marfan, que se dedica a crear conciencia sobre la enfermedad. Produjo el documental de 2009 In My Hands: A Story of Marfan Syndrome.
Reinking falleció el 12 de diciembre de 2020, mientras visitaba a su familia en Seattle.

## Filmografía
| Año  | Título                  | Papel              | Notas                              | Ref.   |
| ---- | ----------------------- | ------------------ | ---------------------------------- | ------ |
| 1976 | Reina Ellery            | Lorelie Farnsworth | Episodio de la serie de televisión |        |
| 1977 | Los objetivos de Andros | Laura Harper       | Episodio de la serie de televisión | [ 25 ] |
| 1978 | Película Película       | Problemas Moran    |                                    | [ 26 ] |
| 1979 | All That Jazz           | Kate Jagger        |                                    |        |
| 1982 | Annie                   | Grace Farrell      |                                    |        |
| 1984 | Micki y Maude           | Micki Salinger     |                                    |        |
| 1987 | The Cosby Show          | Jill Kelly         | Episodio de la serie de televisión | [ 27 ] |

| Año  | Título                                       | Papel                              | Notas                                                    | Ref.   |
| ---- | -------------------------------------------- | ---------------------------------- | -------------------------------------------------------- | ------ |
| 1969 | Cabaret                                      | Conjunto                           |                                                          |        |
| 1969 | Coco                                         | Conjunto                           |                                                          |        |
| 1971 | Salvaje y maravilloso                        | Conjunto                           |                                                          |        |
| 1972 | Pippin                                       | Ensemble, suplente de Catherine    |                                                          |        |
| 1974 | ¡Aqui!                                       | Maggie                             |                                                          |        |
| 1975 | Buen tiempo Charley                          | Juana de arco                      |                                                          |        |
| 1976 | A Chorus Line                                | Cassie Ferguson (reemplazo)        |                                                          |        |
| 1977 | Chicago                                      | Roxie Hart (reemplazo)             |                                                          |        |
| 1978 | Bailando                                     | Conjunto                           |                                                          |        |
| 1986 | Sweet Charity                                | Charity Hope Valentine (reemplazo) |                                                          |        |
| 1992 | Tommy Tune Tonite!                           |                                    | "Contribuciones coreográficas de Ann Reinking"           |        |
| 1996 | Chicago                                      | Roxie Hart                         | "Coreografiado al estilo de Bob Fosse por Ann Reinking"  |        |
| 2001 | Fosa                                         | Conjunto (reemplazo)               | "Concebido, codirigido y coreografiado por Ann Reinking" |        |
| 2003 | <i id="mwAeA">La mirada de amor</i>          |                                    | "Concebido y coreografiado por Ann Reinking"             | [ 28 ] |
| 2011 | Una velada con Patti LuPone y Mandy Patinkin |                                    | "Coreografiada por Ann Reinking"                         | [ 29 ] |

| Año                           | Título                      | Papel                                                                   | Notas                                                                              | Ref.   |
| ----------------------------- | --------------------------- | ----------------------------------------------------------------------- | ---------------------------------------------------------------------------------- | ------ |
| 1965                          | Bye Bye Birdie              | Conjunto                                                                | Ópera de Seattle                                                                   | [ 1 ]  |
| 1968                          | El violinista en el tejado  | Conjunto                                                                | Tour Nacional de Broadway                                                          | [ 30 ] |
| 1975                          | Girl Crazy                  | Molly Grey                                                              | El muny                                                                            |        |
| 1976                          | A Chorus Line               | Cassie Ferguson                                                         | Tour Nacional de Broadway                                                          |        |
| mil novecientos ochenta y dos | La insumergible Molly Brown | Molly Brown                                                             | El muny                                                                            |        |
| 1988                          | Pal Joey                    | Melba Snyder; Coreógrafo                                                | Goodman Theatre                                                                    | [ 31 ] |
| 1991                          | Bye Bye Birdie              | Rosa Alvarez                                                            | Tour Nacional de Broadway                                                          |        |
| 1996                          | Aplauso                     |                                                                         | Gira nacional de Broadway; "Coreografiada por Ann Reinking"                        |        |
| 1999                          | Chicago                     | Roxie Hart (reemplazo)                                                  | Gira nacional de Broadway; "Coreografiado al estilo de Bob Fosse por Ann Reinking" |        |
| 1999                          | Fosa                        | Conjunto (reemplazo)                                                    | "Concebido, codirigido y coreografiado por Ann Reinking"                           |        |
| 2001                          | <i id="mwAmU">La visita</i> |                                                                         | Goodman Theatre; "Coreografiada por Ann Reinking"                                  | [ 32 ] |
| 2003                          | Sin cadenas                 |                                                                         | Centro de la ciudad de Nueva York; "Coreografiada por Ann Reinking"                |        |
| 2004                          | Aquí yace Jenny             |                                                                         | Teatro de cremallera; "Coreografiada por Ann Reinking"                             | [ 33 ] |
| 2008                          | Chicago                     |                                                                         | Gira nacional de Broadway; "Coreografiado al estilo de Bob Fosse por Ann Reinking" |        |
| 2013                          | Chicago                     |                                                                         | Gira nacional de Broadway; "Coreografiado al estilo de Bob Fosse por Ann Reinking" |        |
| 2018                          | Chicago                     | Teatro Mogador; "Coreografiado al estilo de Bob Fosse por Ann Reinking" |                                                                                    |        |

## Premios
| Año  | Premio                                  | Categoría                             | Resultado | Título              | Ref.   |
| ---- | --------------------------------------- | ------------------------------------- | --------- | ------------------- | ------ |
| 1974 | Premio del mundo del teatro             | Premio del mundo del teatro           | Ganadora  | ¡Aqui!              | [ 35 ] |
| 1974 | Premio Clarence Derwent                 | Intérprete femenina más prometedora   | Ganadora  | ¡Aqui!              | [ 36 ] |
| 1974 | Premio del Círculo de Críticos Externos | Mejor actriz en un musical            | Ganadora  | ¡Aqui!              |        |
| 1975 | Premio Tony                             | Mejor actriz en un musical            | Nominada  | Buen tiempo Charley | [ 37 ] |
| 1975 | Premio Drama Desk                       | Mejor actriz en un musical            | Nominada  | Buen tiempo Charley |        |
| 1978 | Premio Tony                             | Mejor actriz de reparto en un musical | Nominada  | Bailando            |        |
| 1997 | Premio Tony                             | Mejor coreografía                     | Ganadora  | Chicago             |        |
| 1997 | Premio del Círculo de Críticos Externos | Coreografía excepcional               | Ganadora  | Chicago             | [ 38 ] |
| 1997 | Premio Drama Desk                       | Coreografía sobresaliente             | Ganadora  | Chicago             |        |
| 1997 | Premio Astaire                          | Mejor bailarina                       | Ganadora  | Chicago             | [ 39 ] |
| 1997 | Premio Astaire                          | Mejor coreógrafo                      | Ganadora  | Chicago             |        |
| 1998 | Premio Laurence Olivier                 | Mejor coreografía                     | Nominada  | Chicago             | [ 40 ] |
| 1999 | Premio Tony                             | Mejor director                        | Nominada  | Fosa                |        |
| 1999 | Premio del Círculo de Críticos Externos | Coreografía excepcional               | Nominada  | Fosa                |        |
| 1999 | Premio del Círculo de Críticos Externos | Director destacado de un musical      | Nominada  | Fosa                |        |
| 1999 | Premio Drama Desk                       | Director destacado de un musical      | Nominada  | Fosa                |        |
| 2001 | Premio Laurence Olivier                 | Mejor coreografía                     | Ganadora  | Fosa                | [ 17 ] |
| 2001 | Premio Helpmann                         | Mejor coreografía                     | Ganadora  | Chicago             | [ 41 ] |